# Ludvík z Colloredo-Waldsee
Ludvík z Colloreda-Waldsee (německy Ludwig von Colloredo-Waldsee, 1631 – 27. prosince 1693 Vídeň) byl členem rodu Colloredů z Waldsee. Byl druhým držitelem colloredského fideikomisu s centrem v Opočně.

## Kariéra ve Vídni

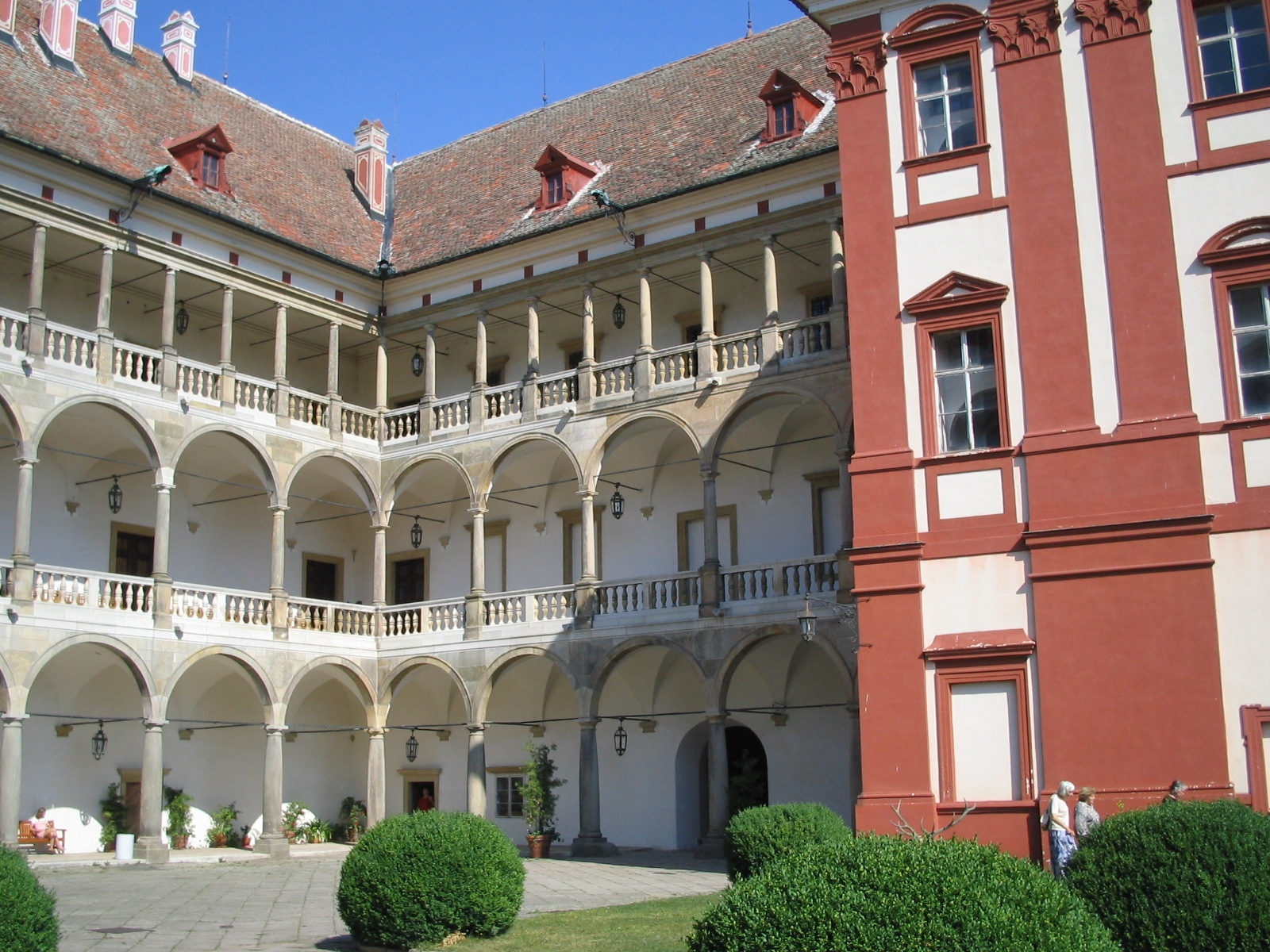
Opočenský zámek

Ludvík by synovcem a dědicem všech statků Rudolfa z Colloreda (1585–1657). Strýc mu již v létě 1654 dopomohl ke komornické funkci u dvora arcivévody Leopolda. Ludvík, který se nejprve uplatnil v císařské armádě, se na rozdíl od svého předchůdce pokusil výrazněji prosadit u dvora Leopolda I. a za pomoci různých strategií se integrovat do vídeňské dvorské společnosti.
Ve své snaze ovšem uspěl až v pozdějším věku: u dvora dlouho zastával jen málo významné funkce (císařský komorník a skutečný tajný rada), ale v letech 1683–1690 již působil jako hejtman trabantské gardy s ročním platem 600 zlatých. Poslední tři roky pak strávil v prestižní funkci hejtmana harcířské gardy s platem 2 000 zlatých a jako první člen rodu se tedy u dvora výrazněji prosadil; na nejvyšší funkce však nedosáhl.
Ve dvorské společnosti se přesto zviditelnil ještě tím, že si ve Vídni již v roce 1655 pořídil vlastní dům se zahradou na předměstí a navíc se oženil s členkou významného rodu Marií Zuzanou Eleonorou z Zinzendorfu a Pottendorfu, s níž však nezplodil mužského potomka.

## Panství

### České statky
Ludvík se též staral o své venkovské statky, které byly základem jeho postavení v soudobé společnosti. Byl to on, kdo přivedl v roce 1673 do Opočna řád kapucínů a založil tam kapucínský klášter, v jehož kostele (dokončen 1678) zřídil v kapli sv. Antonína rodovou hrobku. Rozšířil také majetek rodu o panství Dymokury (1671) a krátkou dobu držel také nedaleké Vokšice.
Na sklonku svého života využil svého vzrůstajícího vlivu na dvoře Leopolda I. a dokonce se pokusil vylepšit colloredské fideikomisní zázemí tím, že plánoval ustavit druhý fideikomis, který by stejně jako ten opočenský dědila primogeniturní větev. Nový majorát se měl skládat z panství Dymokury a Smidary, jejichž cena neměla podle panovníkova nařízení přesahovat 400 000 zlatých. Povolení pro tento krok získal za věrné služby a zásluhy svých předků „in politicis et militaribus“ i za své vlastní od císaře Leopolda I. v roce 1690.
Fideikomis se dal však založit pouze „per testamentum“, tj. Ludvík by musel změnit svou závěť a přidat do ní bod, v němž by nový majorát zřídil a stanovil jeho dědice. K tomu však nakonec z dosud neznámých příčin – možná, že za tím stála jeho žena a dcera, jimž více vyhovoval původní kšaft z roku 1671 – nedošlo, a tak byla obě panství nadále alodní.

### Rakouské statky
Kromě severoitalských rodových panství, která držel po předcích, vlastnil Ludvík také jako první člen rodu statky v Dolních Rakousech. V roce 1675 koupil od Johanna Baptisty z Kunitz hrad a panství Staatz se statkem Siebenhirten (nyní část obce Mistelbach) a zeměpanská léna dvůr Enzersdorf (nyní součást obce Staatz), Ottenthal a zboží u Siebenhirtenu, přičemž císař Leopold I. mu listinou z 15. července 1678 léna potvrdil. Panství Staatz Ludvíkovi sloužilo jako tranzitní bod na jeho cestách na česká panství a vytvářelo též potřebné ekonomické zázemí pro jeho vídeňské pobyty. Panství Staatz a Siebenhirten, rozšířené o Pölmb  (nyní Föllim, část obce Staatz) a Walpersdorf (nyní Waltersdorf, část obce Staatz), zůstalo v rodě až do poloviny 19. století (následně v držení Collaltů). Colloredové se těmito akvizicemi stali příslušníky „federální“ šlechty, jež vlastnila pozemkový majetek ve více zemích najednou a snažila se dlouhodobě zakotvit ve společnosti habsburského dvora ve Vídni.

## Smrt
Hrabě Ludvík nakonec v dunajské metropoli 27. prosince 1693 ve svých 62 letech i zemřel. Pochován byl v místním františkánském klášterním kostele sv. Jeronýma pod oltářem sv. Šebestiána, kde se nacházela hrobka Colloredů. Do hrobky Colloredů v kostele sv. Jeronýma byla už 24. listopadu 1748 pochována Marie Františka hraběnka z Colloreda, rozená hraběnka von Wolfsthal a po ní další. Oltář sv. Šebestiána kostelu věnovala v roce 1696 Ludvíkova dcera Maria Susanna hraběnka z Colloreda. Oltář v sobě ukrývá relikvie svaté Rozálie.

## Dělení dědictví
Ludvík z Colloredo-Waldsee měl s chotí Marií Zuzanou Eleonorou z Zinzendorfu a Pottendorfu (1644–1704) jedinou dceru Marii Josefu Antonii (15. červenec 1672 – 1736 St. Pölten), jež se provdala za Leopolda Filipa knížete de Montecuccoli (1662–1698). Jejich manželství zůstalo bezdětné. Kněžna Marie Josefa de Montecuccoli proslula jako šetrná hospodářka. Léna Dobra (německy též Schönfeld, slovinsky Dobrovo) a Floyana (italsky San Floriano del Collio, slovinsky Števerjan) odkázala Kamilovi z Colloreda z další větve rodu, který je ale odprodal bratrovi Karlovi Ludvíkovi a výměnou obdržel Liebenau u Štýrského Hradce (nyní městská část Štýrského Hradce). S Jeronýmem IV. z Colloredo-Waldsee, z vikartovy větve, se přela o dědictví a podle soudního rozhodnutí z 12. dubna 1701 (resp. 2. září 1704), měl Jeroným obdržet dolnorakouská panství Staatz, Siebenhirten, Föllim a palác ve Vídni se zahradou na předměstí a česká alodní panství Dymokury a Smidary.